# Дейнега Микола Семенович
Мико́ла Семе́нович Дейне́га (28 квітня 1921, село Арбузинка, тепер селище Миколаївської області — ?) — молдавський радянський діяч, начальник управління Молдавської залізниці. Член ЦК КП Молдавії в 1981—1986 роках. Депутат Верховної Ради Молдавської РСР 10-го скликання.

## Життєпис
Народився в родині робітника. У 1939—1940 роках — стрілочник, черговий по станції.
У листопаді 1940—1946 роках — у Червоній армії, учасник німецько-радянської та радянсько-японської війн. Служив поїзним диспетчером 26-го експлуатаційного вузькоколійного залізничного полку 36-ї армії.
Член ВКП(б) з 1945 року.
У 1946—1956 роках — диспетчер, заступник начальника відділу експлуатації відділення залізниці.
Закінчив Грузинський політехнічний інститут імені Леніна в місті Тбілісі.
У 1956—1969 роках — начальник відділу руху — заступник начальника відділення залізниці; начальник служби руху.
У 1969—1973 роках — заступник, у 1973—1979 роках — перший заступник начальника управління Одесько-Кишинівської залізниці.
У 1979—1983 роках — начальник управління Молдавської залізниці в місті Кишиневі.
Потім — на пенсії. Подальша доля невідома.

## Звання
- старший сержант
- старший інженер-лейтенант

## Нагороди та відзнаки
- орден Вітчизняної війни ІІ ст. (6.04.1985)
- орден Червоної Зірки (30.09.1945)
- медаль «За перемогу над Німеччиною у Великій Вітчизняній війні 1941—1945 рр.» (1945)
- медаль «За перемогу над Японією» (1945)
- медалі
- Заслужений працівник транспорту Української РСР